# Nocek łydkowłosy
Nocek łydkowłosy (Myotis dasycneme) – gatunek ssaka latającego z podrodziny nocków (Myotinae) w obrębie rodziny mroczkowatych (Vespertilionidae).

## Taksonomia
Gatunek po raz pierwszy zgodnie z zasadami nazewnictwa binominalnego opisał w 1825 roku niemiecki zoolog Friedrich Boie nadając mu nazwę Vespertilio dasycneme. Holotyp pochodził z Jutlandii, w Danii.  
Myotis dasycneme należy do podrodzaju Myotis i grupy gatunkowej dasycneme której jest jedynym przedstawicielem. Pokrewieństwo M. dasycneme z innymi gatunkami z podrodzaju Myotis jest stosunkowo niepewne i żaden gatunek nie wydaje się być blisko spokrewniony z M. dasycneme, co potwierdza rozpoznanie jego monotypowej grupy gatunkowej. Autorzy Illustrated Checklist of the Mammals of the World uznają ten gatunek za monotypowy. 

### Etymologia
- Myotis: gr. μυς mys, μυός myos „mysz”; ους ous, ωτος ōtos „ucho”[12].
- dasycneme: gr. δασυς dasys „włochaty, kudłaty”[13]; κνημη knēmē „noga”[14].

## Zasięg występowania
Nocek łydkowłosy występuje w środkowej i wschodniej Europie od południowej Szwecji do północnej Francji, Niemczech i Polski oraz na wschód do rzeki Jenisej w środkowej Rosji; izolowane populacje występują w Węgrzech, Rumunii, Ukrainie i północnym Kazachstanie. 

## Morfologia
Długość ciała (bez ogona) 57–68 mm, długość ogona 46–51 mm, długość ucha 17–18 mm, długość tylnej stopy 11–12 mm, długość przedramienia 34–49 mm; masa ciała 13–18 g. Koziołek sięgający połowy długości ucha. Grzbiet wyraźnie ciemniejszy od jasnego brzucha. Wzór zębowy: I {\displaystyle {\tfrac {2}{3}}} C {\displaystyle {\tfrac {1}{1}}} P {\displaystyle {\tfrac {3}{3}}} M {\displaystyle {\tfrac {3}{3}}} = 38. Kariotyp wynosi 2n = 44 i FNa = 52 (Rosja).

## Ekologia
Żywi się owadami, głównie muchówkami z rodziny ochotkowatych, wodnymi chrząszczami i chruścikami. Jest związany z dużymi zbiornikami wody, zarówno stojącej jak i płynącej, nad którymi poluje, chwytając ofiary znad samej tafli. W okresie letnim spotykany jest na strychach budynków, rzadko w skrzynkach lęgowych, dziuplach drzew i szczelinach mostów. Zimuje w jaskiniach, piwnicach i fortyfikacjach.

## Zagrożenia i ochrona
W Polsce jest objęty ścisłą ochroną gatunkową oraz wymagający ochrony czynnej, dodatkowo obowiązuje zakaz fotografowania, filmowania lub obserwacji, mogących powodować płoszenie lub niepokojenie. Znane są tylko dwie kolonie rozrodcze nocka łydkowłosego (w Jeleniewie na Suwalszczyźnie i w Lubni na Pomorzu), choć przypadki schwytania lub znalezienia karmiących samic i młodych wskazują na istnienie jeszcze kilku obszarów, gdzie gatunek ten rozmnaża się w Polsce. Jest natomiast lokalnie pospolitym i licznym gatunkiem w Holandii, zachodniej Danii (Jutlandia), Łotwie i Rosji.